# فرانک گریمز
فرانک گریمز (انگلیسی: Frank Grimes؛ زادهٔ ۱ ژانویهٔ ۱۹۴۷ در دوبلین) هنرپیشه اهل ایرلند است.
ازجملهٔ فیلم‌های که وی در آن‌ها به ایفای نقش پرداختع می‌توان از پلی در دوردست (۱۹۷۷)، نبرد تکمه‌ها (۱۹۹۴)، وقتی آسمان فرومی‌ریزد (۲۰۰۰) و یک قسمت‌از مجموعهٔ تلویزیونی پدر براون (۲۰۱۳) نام برد.